# Euphaedra attenuata
Euphaedra attenuata är en fjärilsart som beskrevs av Gabriel 1949. Euphaedra attenuata ingår i släktet Euphaedra och familjen praktfjärilar. Inga underarter finns listade i Catalogue of Life.